# Teatro Augusta
Teatro Augusta é um teatro localizado na região do Baixo Augusta, no bairro nobre do Cerqueira César, na cidade de São Paulo, possuindo 302 poltronas para os espectadores e duas vagas especiais para cadeirantes na sua "Sala Paulo Goulart" (palco italiano) e uma Sala Experimental no estilo multiuso para uma plateia de 35 à 50 lugares".

## História
Inaugurado em 1973 por Sérgio Person e com o nome de "Auditório Augusta", ainda da década de 1970 recebeu o Prêmio APCA de espaço cênico. Seu primeiro espetáculo foi "El Grande de Coca-Cola", com Armando Bogus, Laerte Morrone, Suely Franco e Ricardo Petraglia e com o passar dos anos, recebeu uma programação variada, incluindo comédias, musicais e dramas. Em 1995, o "auditório", sofrendo uma grave crise financeira, fechou as portas.
Em 1997, Joaquim Goulartt liderou a criação da Associação de Amigos do Teatro Augusta, com a intenção de reabrir, remodelar e reformar o espaço e com a adesão de personalidades, como Irene Ravache, Rosi Campos, Marcelo Rubens Paiva, Antunes Filho, Humberto Magnani, Antônio Abujamra, Bete Coelho, Petrônio Gontijo, Danilo Santos de Miranda, José Miguel Wisnick, Sábato Magaldi, Paulo Mendes da Rocha e Daniela Thomas, em 1999 o local é reinaugurado na condição de teatro e com o atual nome (Teatro Augusta). Em 2014, o teatro foi adquirido pelos atores Luciana Garcia e Tiago Pessoa, que rebatizaram a então "Sala Nobre" de "Sala Paulo Goulart", uma homenagem ao saudoso ator cuja família toda tem um envolvimento muito especial com aquele espaço. No dia 19 de janeiro de 2014 a atriz Nicette Bruno, viúva do ator, esteve presente no teatro descerrando a placa solene numa homenagem reportada por toda a mídia nacional.

## Crítica
Em 28 de setembro de 2014, foi publicado na Folha de S.Paulo o resultado da avaliação feita pela equipe do jornal ao visitar os sessenta maiores teatros da cidade de São Paulo. O local foi premiado com quatro estrelas, uma nota "8,6", com o consenso: "Se chegar antes, aproveite para comer ou beber algo na bonbonnière, que fica em um hall cheio de mesinhas e quadros de decoração. O banheiro, no entanto, é insuficiente, com apenas duas cabines femininas para atender duas salas. Na maior, os extintores não ficam visíveis, e a inclinação entre as fileiras poderia ser maior. Mas o espaçamento entre as poltronas é bom, e os assentos são confortáveis. "